# 1610 en science
| Années de la science : 1607 - 1608 - 1609 - 1610 - 1611 - 1612 - 1613    |
| Décennies de la science : 1580 - 1590 - 1600 - 1610 - 1620 - 1630 - 1640 |

Cet article présente les faits marquants de l'année 1610 en science.

## Événements

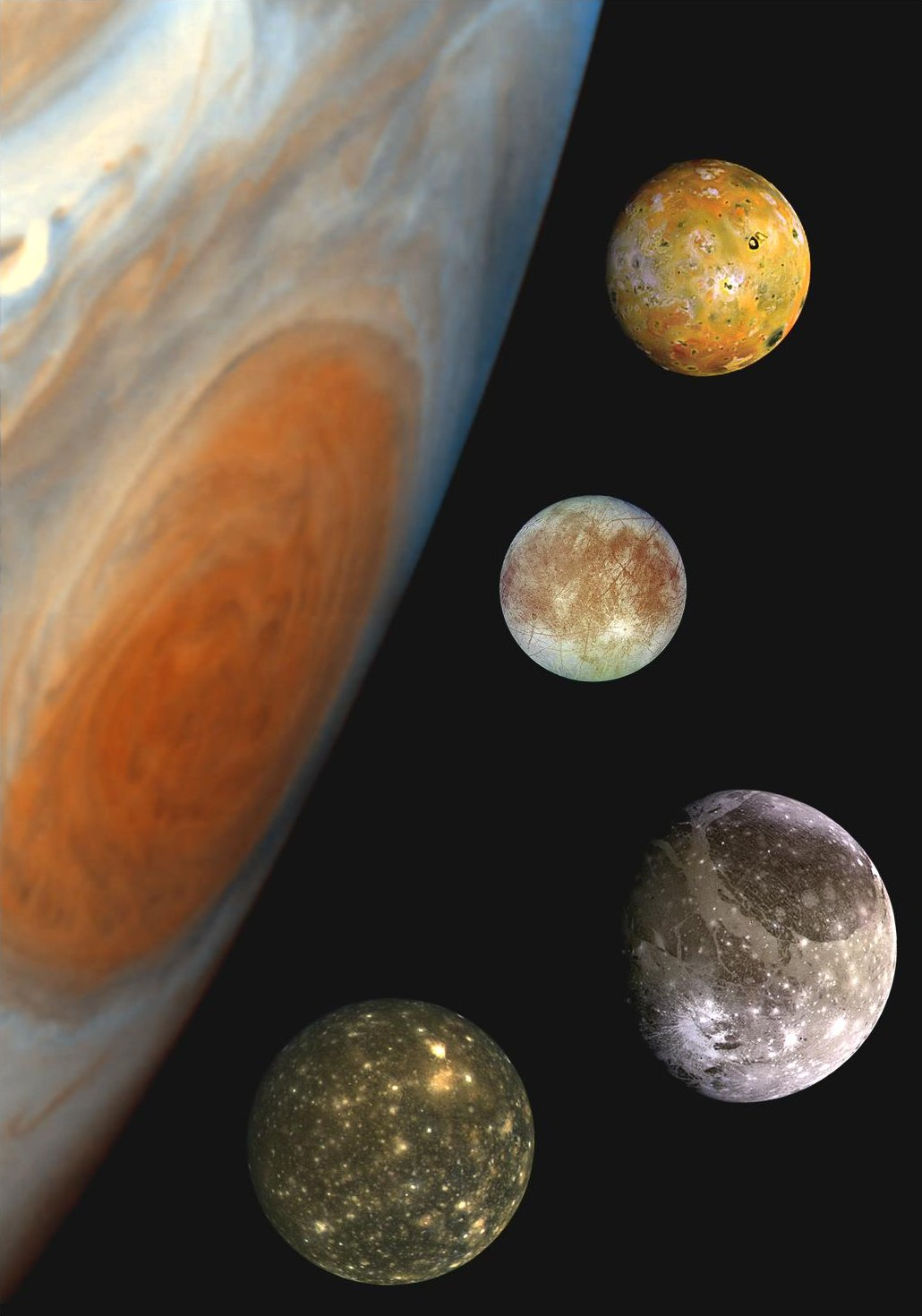
7 janvier : Les Lunes galiléennes

- 7 janvier :  Le savant italien Galilée observe pour la première fois trois petits astres autour de Jupiter. Après quelques nuits d'observation, il découvre qu'ils sont quatre (13 janvier)[1]. Il lui faudra trois semaines pour comprendre vraiment qu'il s'agit de satellites accompagnant la planète. Il les nomme étoiles Médicées. C'est Simon Marius qui les nomme en 1614, sur la suggestion de Johannes Kepler, Callisto, Europe, Ganymède et Io[2]. Galilée étudie aussi les taches solaires au cours de cette même année[3].
- 12 mars : Galilée publie à Venise ses découvertes astronomiques dans Sidereus Nuncius (Le Messager céleste)[1].
- 10 avril : Galilée fait observer les étoiles Médicées à la cour de Toscane. C'est le triomphe[4].
- 17 avril : départ, à bord du Discovery, du quatrième voyage d'Henry Hudson à la recherche du Passage du Nord-Ouest (1610-1611). Le 3 août il est le premier Européen à pénétrer dans la baie qui portera son nom, qu’il prend pour le Pacifique[5].
- 10 juillet : Galilée est nommé premier mathématicien et premier philosophe du grand-duc de Toscane Cosme II de Médicis et devient titulaire de la chaire de mathématiques de l'Université de Pise ; il décide de quitter Venise et Padoue pour Florence pour continuer ses recherches[6].
- 25 juillet : Galilée observe Saturne et découvre son étrange apparence : oOo (les oreilles de Saturne, dit-on alors)[6].
- Août : Galilée observe les taches solaires[2]. D'août à janvier 1611, il observe les phases de Vénus[7].

- 26 novembre : Peiresc découvre la nébuleuse d'Orion[8].

- L'astronome allemand Johannes Kepler s'appuie sur la noirceur du ciel nocturne pour prétendre que l'Univers est fini[9].

## Publications

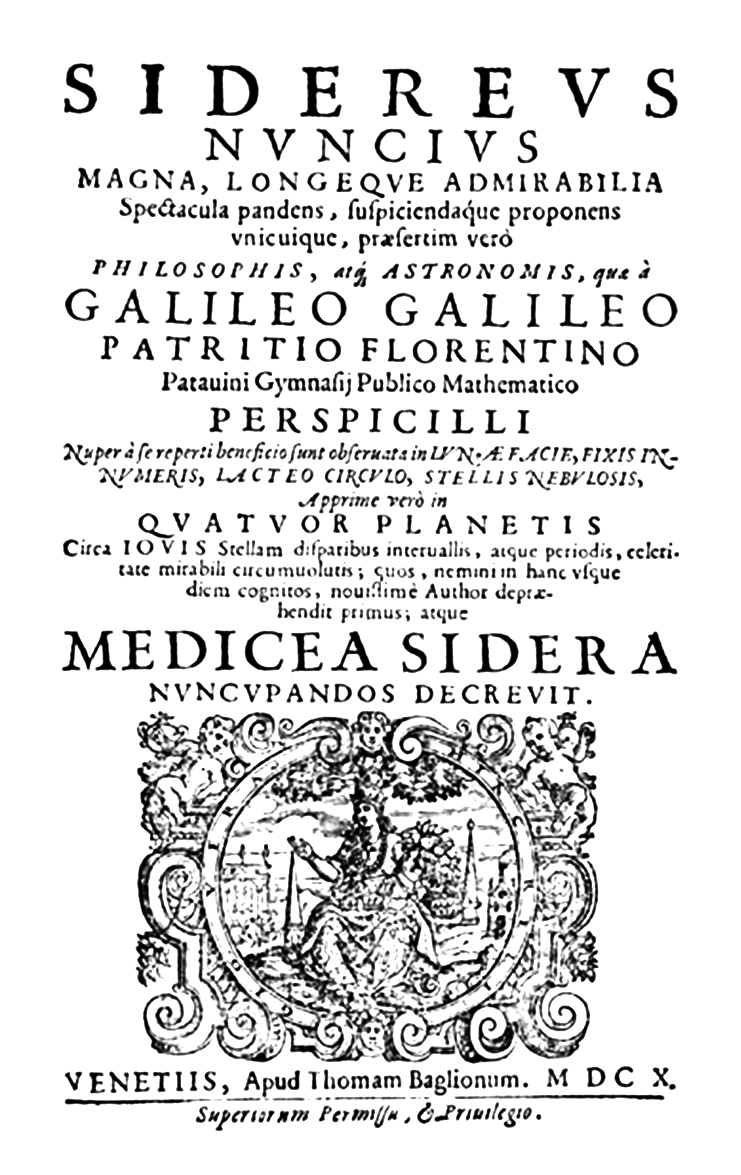
Sidereus Nuncius de Galilée.

- Henry Briggs : Tables for the Improvement of Navigation, imprimé dans la seconde édition du traité d'Edward Wright intitulé Certain Errors in Navigation detected and corrected, Londres, 1610, in-quarto ;
- Jan Brożek : Geodesia distantiarum, 1610 ;
- Galilée :
  - Sidereus Nuncius, magna longeque admirabilia spectacula prodens, etc., (Le Messager céleste),
  - Discorso intorno alle cose che stanno in su l'acqua et che in quella si muovono,
- Johannes Kepler :
  - Tertius interveniens, 1610, sur l'astrologie,
  - Dissertatio cum Nuncio Sidero, 1610, lettre de soutien à Galilée,
- Théodore de Mayerne : La suite de la Guide des chemins tant de France, d'Espagne, Italie, & autres pays …, Lyon, 1610.
- Jacques Daléchamps : Chirurgie Françoise. Avec plusieurs figures des Instrumens nécessaires pour l’operation manuelle: et depuis augmentee d’autres annotations sur tous les chapitres. Ensemble de quelques traictez des operations de chirurgie, facilitees & esclaircies par M. Jean Girault, Chirurgien Juré, fort celebre à Paris: avec les figures des instruments de Chirurgie. Paris, Olivier de Varennes, 1610.
- Jacques Ferrand - Traicté de l'essence et de la guérison de l'amour ou de la mélancholie érotique - Colomiez éditeurs - Toulouse, 1610 (1re édition) [10]

- Jean Béguin : Tyrocinium Chymicum, premier livre de chimie.

## Naissances
- Date précise inconnue ou non renseignée :
  - William Crabtree (mort en 1644), astronome, mathématicien, scientifique anglais qui a réalisé en 1639 avec Jeremiah Horrocks la première observation retenue par l'histoire d'un transit de Vénus.
  - Maria Cunitz (morte en 1664), astronome
  - Jan Stampioen (mort en 1653), mathématicien néerlandais.
- Vers 1610 : 
  - Nicaise Le Febvre (mort en 1669), pharmacien français.
  - Otto Tachenius (mort en 1680), médecin, pharmacien, chimiatre et alchimiste allemand, installé à Venise.

## Décès

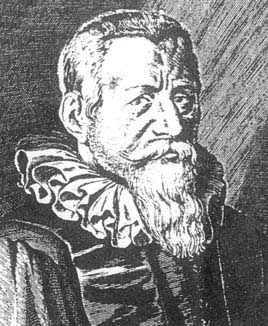
Ludolph van Ceulen

- 20 juillet : Jean Errard (né vers 1554), mathématicien et ingénieur militaire lorrain.
- 11 septembre : Jakob Zwinger (né en 1569), médecin et philologue suisse.
- 31 décembre : Ludolph van Ceulen, (né en 1540), mathématicien allemand, qui a calculé 36 décimales de π.

- Nicolas de Nancel (né en 1539), médecin et humaniste français.